# Santa María (vulkaan)
De Santa María is een zeer actieve stratovulkaan, gelegen op zeven kilometer afstand van de stad Quetzaltenango in Guatemala.
De top van deze vulkaan ligt op 3772 meter en wordt regelmatig door toeristen beklommen. Daarnaast vinden op de top ook religieuze (katholieke en evangelische) bijeenkomsten plaats.
Ongeveer zes kilometer naar het noordwesten ligt de vulkaan Siete Orejas en ongeveer acht kilometer naar het zuidoosten de vulkaan Santo Tomás. Ongeveer zes en tien kilometer naar het noordoosten liggen de vulkanen Almolonga en Cerro El Baúl.

## Geschiedenis
In 1902 werd de zijkant van deze vulkaan weggeblazen door een negentien dagen durende uitbarsting die aan 5000 mensen het leven kostte. Hierbij ontstond een grote, ovale krater en een aantal groeiende lavakoepels. 
Sinds de grote uitbarsting van 1902 is de Santa María vrijwel permanent actief met kleine explosies 
en erupties. Soms zwelt de activiteit aan tot grotere uitbarstingen met lavastromen, pyroclastische stromen, asregens en lahars.
In 2012 produceerde de vulkaan een askolom van vijf kilometer hoogte, die voor overlast zorgde in nabijgelegen plaatsen.
De Santa Maria is een van de zestien Decade Volcanoes die zijn aangewezen door de IAVCEI in verband met hun geschiedenis van grote uitbarstingen en de nabijgelegen bewoonde gebieden.
Avatsja · Colima · Etna · Galeras · Mauna Loa · Merapi · Nyiragongo · Mount Rainier · Sakurajima · Santa Maria · Santorini · Taal · El Teide · Ulawun · Unzen · Vesuvius